# Plains (Georgia)
Plains település az Amerikai Egyesült Államok Georgia államában, Sumter megyében. Lakosainak száma 573 fő (2020. április 1.).

## Népesség
A település népességének változása:

| 2010 | 776 |
| 2020 | 573 |

## Nevezetes plans-iek
- Jimmy Carter, az Amerikai Egyesült 39. elnöke és felesége, Rosalynn Carter[2]

## Galéria

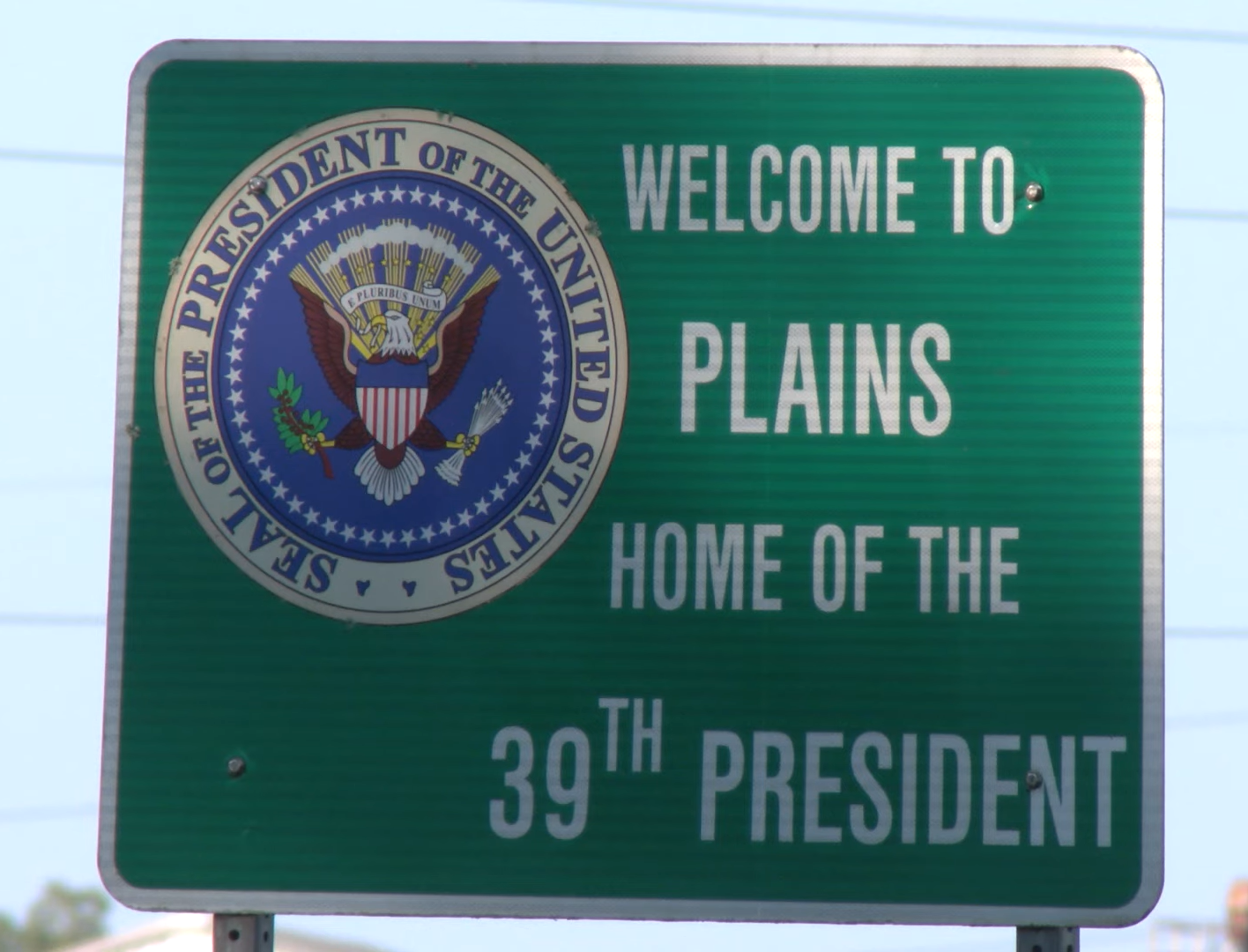
A város üdvözlőtáblája a Az Egyesült Államok elnökének pecsétjével ellátva
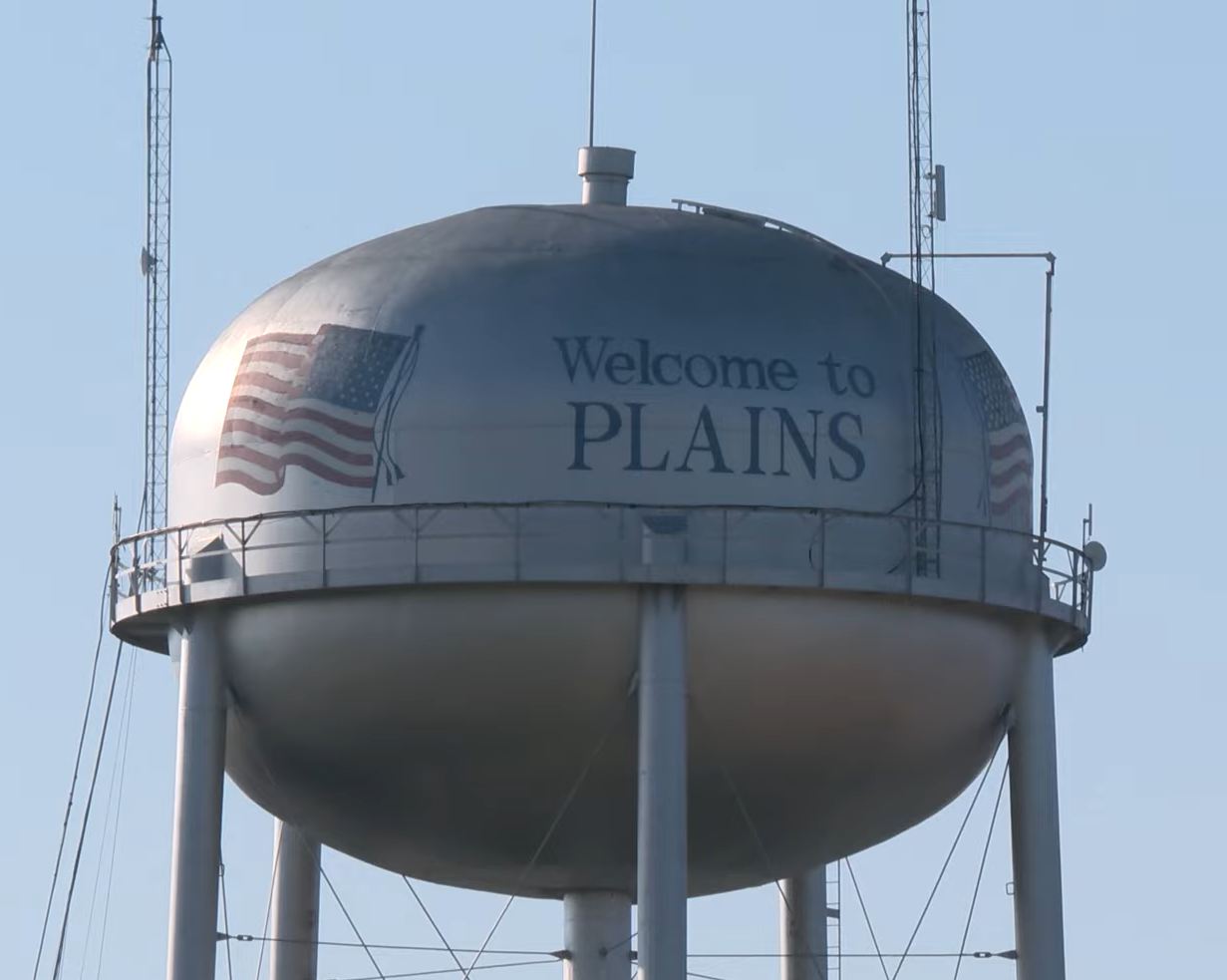
A plains-i víztorony
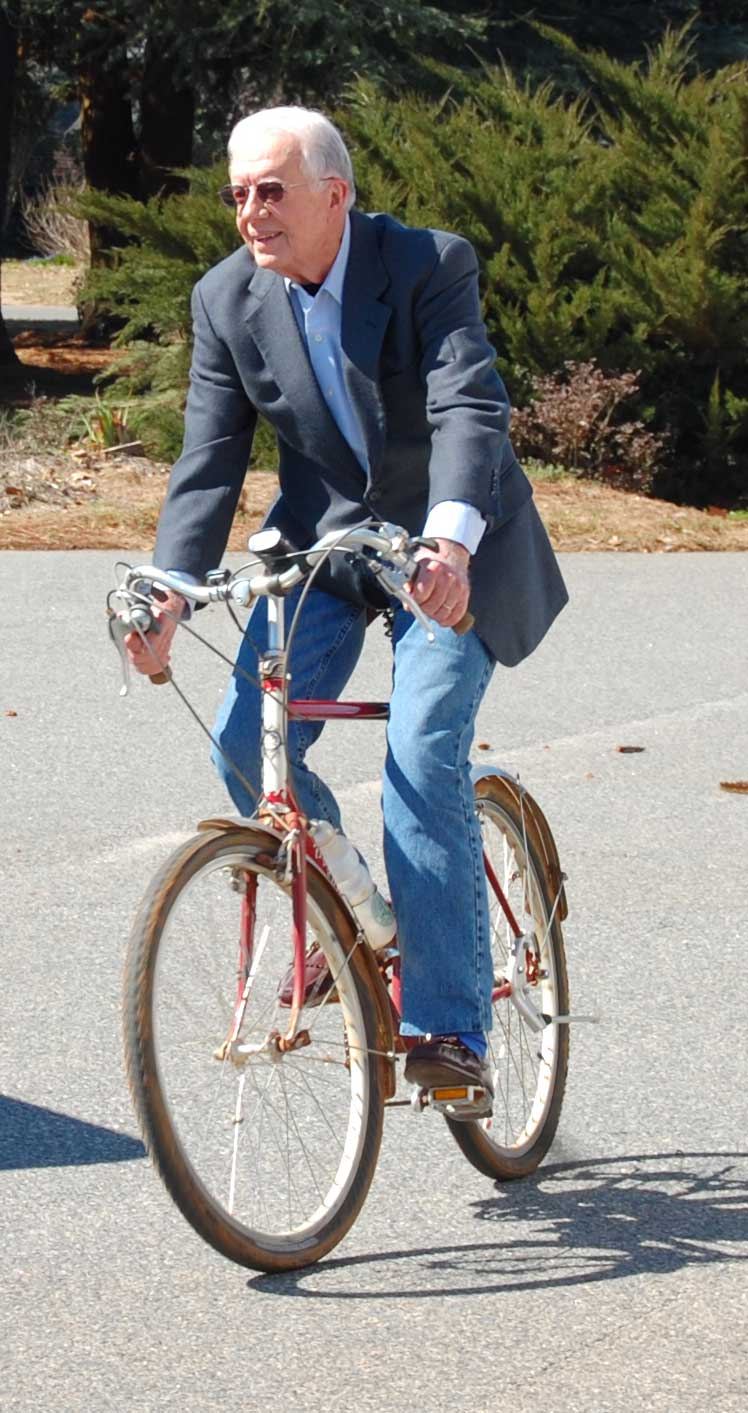
Jimmy Carter kerékpározik a településen (2008)